# Uithoorn
Uithoorn  è un comune olandese di 28 314 abitanti situato nella provincia dell'Olanda Settentrionale.

## Suddivisioni
Il comune è composto dalle frazioni di:
- Bilderdam
- De Kwakel
- Uithoorn